# مجتبی رضاخواه
مجتبی رضاخواه (زادهٔ ۱۳۶۰) سیاستمدار اصولگرا و نماینده مجلس شورای اسلامی در دوره یازدهم بوده‌است. 
در یازدهمین انتخابات مجلس شورای اسلامی، او با کسب ۷۲۳ هزار و ۷۲۹ رأی، توانست به عنوان نفر بیست و هفتم از حوزه انتخابیه تهران، ری، شمیرانات، اسلامشهر و پردیس از استان تهران به مجلس راه یابد. وی همچنین از اعضای شورای رقابت بوده‌است.

## خانواده
مجتبی رضاخواه فرزند حسین رضاخواه است که رئیس ستاد محمود احمدی‌نژاد در انتخابات ۱۳۸۴ در تهران و در دولت او مدتی معاون وزیر صنایع و معادن و رئیس سازمان صنایع دستی بود اما با نزدیکان او به خصوص اسفندیار رحیم مشایی درگیر شد.
گزارش‌هایی منتشر شده که مدعی بود، رضاخواه گرین‌کات و اقامت دایم آمریکا را دارد. اما رضاخواه این گزارش‌ها را تکذیب کرده‌ و گفت برای تحصیل در آمریکا، سه بار ویزای این کشور را گرفته که این خود به معنای آن است که تابعیت مضاعف ندارد.

### انتصابات فامیلی
- پدر: حسین رضاخواه در دولت نهم رئیس سازمان صنایع دستی ایران بود.
- همسر: همسر او سارا بوربور است که در سال ۱۴۰۱ به ریاست مركز فناوري اطلاعات و ارتباطات سازمان برنامه و بودجه منصوب شد.
- پدر همسر: پدر همسر او، حبیب‌الله بوربور از معاونین سابق وزاری کشور، دادگستری و آموزش و پرورش است. حبیب‌الله بوربور همچنین دبیرکل جمعیت وفاداران انقلاب اسلامی و از چهره‌های سرشناس اصولگرایان سنتی است.[۴] [۶]

## تحصیلات و سوابق
او دارای کارشناسی مهندسی معدن از دانشگاه صنعتی اصفهان، کارشناسی ارشد مهندسی معدن از دانشگاه تربیت مدرس و پی اچ دی تحقیق در عملیات و کارشناسی ارشد اقتصاد منابع معدنی و انرژی از مدرسه معادن کلرادو است. او استادیار گروه استخراج معدن دانشکده فنی مهندسی دانشگاه تربیت مدرس می‌باشد.
از جمله سوابق او عضویت در کمیسیون برنامه بودجه و محاسبات مجلس، عضویت در هیئت رئیسه کمیسیون تلفیق بودجه ۱۴۰۰، عضو ناظر مجلس در شورای رقابت، رییس فراکسیون اقتصاد دیجیتال و حکمرانی داده و نایب رئیسی فراکسیون اقتصاد دانش‌بنیان مجلس می‌باشد. .

## فعالیت سیاسی
رضاخواه فعالیت سیاسی خود را با عضویت در جمعیت وفاداران انقلاب اسلامی آغاز کرده و از سال ۹۶ مسئولیت کمیته انفورماتیک این حزب محافظه‌گرا نزدیک به اصولگرایان را برعهده گرفت.
وی در یازدهمین انتخابات مجلس شورای اسلامی، رضاخواه با کسب ۷۲۳ هزار و ۷۲۹ رای، به عنوان نفر بیست و هفتم از حوزه انتخابیه تهران، ری، شمیرانات و اسلامشهر از استان تهران به مجلس راه یافت.
مجتبی رضاخواه در مجلس یازدهم به عضویت کمیسیون برنامه بودجه و محاسبات مجلس درآمد و در اجلاسیه اول نیز به عنوان هیئت رئیسه کمیسیون تلفیق بودجه سال ۱۴۰۰ انتخاب شد. وی همچنین عضو گروه‌های دوستی پارلمانی انگلیس، ایرلند، اسپانیا، اتیوپی و زیمبابوه است و دبیرکل شورای اجرایی اتحادیه بین‌المجالس جهانی IPU را نیز برعهده دارد.